# Оршанский инструментальный завод
Оршанский инструментальный завод (бел. Аршанскі інструментальны завод) — специализированное государственное производственное предприятие в г. Орша в Республике Беларусь. Производит инструмент для металлообрабатывающих станков и центров. Входит в состав холдинга «МТЗ-ХОЛДИНГ».

## История
Завод введен в эксплуатацию в 1974 году по распоряжению правительства СССР как специализированное предприятие по обеспечению металлообрабатывающим инструментом и станочным оборудованием предприятий всего Советского Союза.
Площадь корпусов и служебных помещений предприятия ~ 55000 м². Парк станков завода насчитывает более 1000 единиц металлообрабатывающих станков с ЧПУ и обрабатывающих центров токарной, фрезерной, сверлильной, расточной и шлифовальной групп. Производство оснащено термическим оборудованием для закалки стали.
В период с 2014 по 2016 годы из-за спада промышленного производства в Республике Беларусь значительно  сократились объёмы потребления  инструмента,  и  к весне 2017 г. завод находился на грани банкротства На предбанкротное состояние завода обратил внимание президент РБ Александр Лукашенко, который потребовал оказать помощь заводу.

В 2019 году в соответствии с распоряжением президента Республики Беларусь № 242 «О развитии отдельных предприятий Оршанского района» акции ОАО «Оршанский инструментальный завод» были переданы в собственность ОАО «МТЗ»..

## Государственное финансирование
В июне 2018 года завод был внесен в государственную инвестиционную программу развития Республики Беларусь. На развитие завода было выделено 48 млн белорусских рублей, еще 4 млн белорусских рублей дополнительным распоряжением президента Александра Лукашенко было направлено на проведение ремонтных работ.
В августе 2021 года было издано  постановление Совета Министров о выдаче Оршанскому инструментальному заводу 10 млн белорусских рублей из республиканского централизованного инновационного фонда.

## Инциденты
В конце 2019 года стало известно о превышении уже бывшими директорами Оршанского инструментального завода служебных полномочий. В течение трех лет руководителям, специалистам и служащим завода выплачивалась завышенная заработная плата. Размер причиненного ущерба составил более 265 тыс руб. Однако, подозреваемые свою вину отрицали и поэтому, направили жалобы в правоохранительные органы. По их мнению, был неверно указан не только размер причиненного ущерба, но и период просрочки. Бывшие руководители пояснили, что сокращение сотрудников и изменение условий оплаты труды было произведено для того, чтобы вывести из кризиса завод и не допустить его банкротства.